# Mellow Gold
Mellow Gold —en español: Oro suave— es el tercer álbum de estudio del músico estadounidense Beck, lanzado el 1 de marzo de 1994 a través de DGC/Bong Load Custom Records. Contó con la producción de Beck Hansen, Tom Rothrock, Rob Schnapf y Karl Stephenson. Fue el debut en los grandes sellos discográficos después de dos discos y un EP lanzado a través de los sellos independientes Sonic Enemy, Fingerpaint y Flipside. Con Mellow Gold, Beck logra llamar la atención de la crítica con su canción “Loser”, la cual es considerada como un himno para la juventud perdida. El disco mezcla muchos sonidos desde rock, hip hop, folk y sonidos experimentales. Fue muy aclamado por la ironía de sus letras y por sus melodías. Las canciones más famosas de este álbum son: “Loser”, “Beercan” y “Pay No Mind (Snoozer)”. 

## Historia

### “Loser”

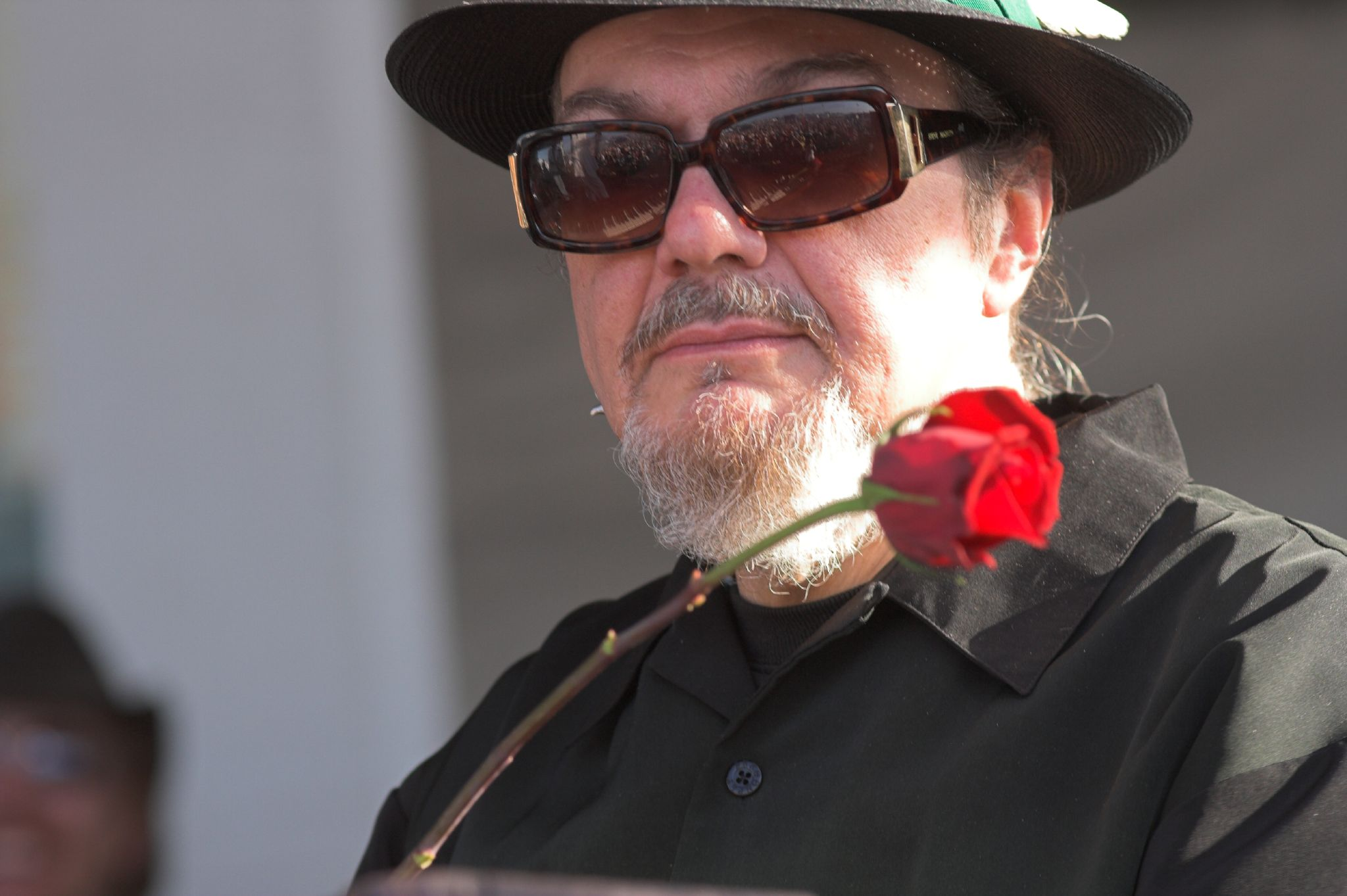
Para “Loser” se sampleo la batería de la canción “I Walk on Gilded Spliners” de Dr. John, pero no de la versión original, sino de la versión realizada por el músico Johnny Jenkins de dicha canción.

La canción “Loser”, con una extraña mezcolanza entre folk, hip hop, blues y psicodelia, además del sampleo de la versión realizada por Johnny Jenkins de la canción “I Walk on Gilded Spliners” de Dr. John, logró sonar con asiduidad en las radios de todo el mundo, recibiendo también alabanzas por numerosos figuras del mundo musical, entre ellos Thurston Moore, de Sonic Youth. La canción fue escrita y grabada por Beck, mientras se encontraba de visita en casa de Stephenson. Aunque fue creada de manera espontánea, Beck ha afirmado haber tenido la idea para la canción desde finales de 1980. El tema parecía la banda de sonido ideal para la recientemente delimitada Generación X, que no tardó nada en entonar ritualmente el mantra “I’m a loser, baby, so why don’t you kill me” (“Soy un perdedor, nena, ¿por qué no me matas?”). Apropiadamente, MTV fue la primera cadena en festejar el éxito de la canción repitiendo su baratísimo video una y otra vez. Al poco tiempo, el infeccioso estribillo estaban tanto en boca de los slackers como de los oficinistas.

### Grabación y lanzamiento
El álbum Mellow Gold era un imposible trabajo de bricolaje que amigaba sonidos que parecían irreconciliables. Beck había aprendido un par de trucos de su abuelo llamado Al Hansen, uno de los miembros fundadores del grupo Fluxus, un colectivo de artistas de vanguardia al que también pertenecieron los músicos John Cage, LaMonte Young y Yoko Ono. Como todos los otros grupos influenciados por la vanguardia histórica, Fluxus organizaba happenings y creaba piezas de arte extrayendo ciertos objetos de su contexto habitual y combinándolos en forma inesperada. El tercer disco de estudio de Beck combina estilos musicales como hip hop, punk, psicodelia y folk. Todo embalado en un sonido pseudoacústico enriquecido con loops, una beat box, todo tipo de efectos, y las voces pintaban en un paródico tono country. Del mismo álbum Beck realizó unos vídeos musicales para “Loser”, “Pay No Mind” y “Beercan” en los que impuso la utilización de imágenes sin sentido y surgidas de la nada como en un sueño marcando una nueva forma de hacer vídeos. A lo largo del disco, Beck juega como si no hubiera divisiones entre géneros musicales, rock, rap mezclando libremente, folk, psicodelia, y country. En los límites de la fusión tan completa y embriagadora, Mellow Gold estableció una nueva veta de rock alternativo, que fue impulsada por ideas en vez de la actitud. 
El álbum fue lanzado a través de DGC/Bong Load Custom Records y fue grabado en un mezclador de cuatro pistas. Fue producido por Beck Hansen, Karl Stephenson, Tom Rothrock y Rob Schnapf. El mismo costó unos US$ 200 de producción y contiene una pista con ruidos después de la canción “Blackhole”, llamada “Analog Odyssey”. En un intento de conseguir el álbum en tiendas, como Wal-Mart y Kmart, que no abastecen álbumes de una etiqueta adhesiva "Parental Advisory", una versión "limpia" del álbum fue soltada, ya que el disco contiene en muchas canciones un lenguaje inapropiado. Sin embargo, Wal-Mart llevó la versión explícita del álbum con la etiqueta adhesiva, se creyó que el movimiento ha sido un descuido involuntario.

### Recepción
La actitud decididamente anticomercial de Mellow Gold de improviso se hizo un éxito comercial, y el álbum fue disco platino. Informado por la irreverente Generación X y el punk con influencias anti-folk de su anterior trabajo independiente, los críticos clasificaron el álbum como "ingenioso" debido a su estilo híbrido e irónicas letras. El problema que se planteó en ese momento fue si Beck era o no otro one hit wonder, hoy en la cima del mundo y mañana en la batea de ofertas junto a los compacts de Divinyls y Right Said Fred. El propio Beck se ocupó de intensificar esta duda cuando, aprovechando las cláusulas que impuso a su contrato con Geffen y la tremenda atención mediática que recibía, lanzó dos discos de material compuesto y registrado en los años anteriores a este álbum (Stereopathetic Soul Manure, lanzado semanas antes de Mellow Gold, y One Foot in the Grave). El álbum alcanzó el puesto #13 en los Estados Unidos y el #41 en el Reino Unido. Hasta julio de 2008, Mellow Gold ha vendido 1,2 millones de copias solo en los Estados Unidos. La revista Guitar World ubicó a Mellow Gold en el puesto número cuatro de su lista "Superunknown: 50 Iconic Albums That Defined 1994" y la página Slant Magazine lo ubicó en el puesto 64 de su lista "Los 100 Mejores Álbumes de los 1990s".

## Lista de canciones
| N.º   | Título                                            | Escritor(es)                 | Duración |  |
| 1.    | «Loser»                                           | Beck Hansen, Karl Stephenson | 3:55     |  |
| 2.    | «Pay No Mind (Snoozer)»                           | Beck Hansen                  | 3:15     |  |
| 3.    | «Fuckin With My Head (Mountain Dew Rock)»         | Beck Hansen                  | 3:41     |  |
| 4.    | «Whiskeyclone, Hotel City 1997»                   | Beck Hansen                  | 3:28     |  |
| 5.    | «Soul Suckin Jerk»                                | Beck Hansen, Karl Stephenson | 3:57     |  |
| 6.    | «Truckdrivin Neighbors Downstairs (Yellow Sweat)» | Beck Hansen                  | 2:55     |  |
| 7.    | «Sweet Sunshine»                                  | Beck Hansen, Karl Stephenson | 4:14     |  |
| 8.    | «Beercan»                                         | Beck Hansen, Karl Stephenson | 4:00     |  |
| 9.    | «Steal My Body Home»                              | Beck Hansen                  | 5:34     |  |
| 10.   | «Nitemare Hippy Girl»                             | Beck Hansen                  | 2:55     |  |
| 11.   | «Mutherfucker»                                    | Beck Hansen                  | 2:04     |  |
| 12.   | «Blackhole»                                       | Beck Hansen                  | 5:17     |  |
| 13.   | «Analog Odyssey» (pista oculta)                   |                              | 1:44     |  |
| 47:36 |                                                   |                              |          |  |

## Créditos de los samples
"Loser"
- "I Walk on Gilded Splinters" de Johnny Jenkins.
- Diálogo de la película Kill the Moonlight.

"Fuckin' With My Head (Mountain Dew Rock)"
- "Save the World" de Southside Movement.

"Soul Suckin Jerk"
- "The Big Beat" de Billy Squier.

"Sweet Sunshine"
- "Save the World" de Southside Movement.

"Beercan"
- "Hog Leg" de The Melvins.
- Diálogo de la película Care Bears.

## Personal
- Beck – Guitarra, Voz, Armónica, Productor
- Mike Boito – Órgano (8)
- Stephen Marcussen – Masterización
- Tom Rothrock – Productor, Mezclado
- Rob Schnapf – Productor, Mezclado
- Karl Stephenson – Productor
- Petra Haden – Violín (12)
- David Harte – Batería (2, 10, 11)
- Rob Zabrecky – Bajo (12)
- Robert Fisher – Birección de arte, Biseño
- Ross Harris – Fotografía
- Mike O'Connor - Batería

## Personal adicional
- DJ Smash - turntables

## Listas de éxitos
| Listas (1994)                     | Posición máxima |
| --------------------------------- | --------------- |
| Austria (Ö3 Austria)              | 25              |
| Noruega (VG-lista)                | 18              |
| Países Bajos (Album Top 100)      | 81              |
| Alemania (Offizielle Top 100)     | 41              |
| Nueva Zelanda (Recorded Music NZ) | 23              |
| Noruega (VG-lista)                | 18              |
| Suecia (Sverigetopplistan)        | 15              |
| Suiza (Schweizer Hitparade)       | 33              |
| Reino Unido (UK Albums Chart)     | 41              |
| Estados Unidos (Billboard 200)    | 13              |

| País           | Proveedor    | Certificación | Ventas    |
| -------------- | ------------ | ------------- | --------- |
| Canadá         | Music Canada | Oro           | 50,000    |
| Estados Unidos | RIAA         | 2× Platino    | 2,000,000 |